# Bjarne Andersson
Bjarne Andersson   (Motala, 28 d'abril de 1940 - Mora, 12 d'agost de 2004) fou un esquiador de fons suec que va competir durant les dècades de 1960 i 1970.
El 1968 va prendre part als Jocs Olímpics d'Hivern de Grenoble, on va disputar dues proves del programa d'esquí de fons. Formant equip amb Jan Halvarsson, Gunnar Larsson i Assar Rönnlund, guanyà la medalla de plata en la prova del relleu 4x10 quilòmetres, mentre en els 15 quilòmetres fou sisè.
En el seu palmarès també destaca el campionat nacional dels 15 quilòmetres de 1968 i sis campionats suecs al relleu amb el seu club IFK Mora entre 1966 i 1973.
Una vegada retirat va desenvolupar un model de botes d'esquí que portava el seu nom. Després va dirigir la seva pròpia botiga d'esports especialitzada en material per a l'esquí de fons. Entre 1976 i 1980 va entrenar la selecció nacional d'esquí i de 1983 a 1987 fou comentarista esportiu a la televisió. Va continuar competint fins al 1997 en categoria màster, on va guanyar tres títols mundials.